# Holm (Nordfriesland)
Holm település Németországban, Schleswig-Holstein tartományban. Lakosainak száma 95 fő (2023. december 31.).

## Népesség
A település népességének változása:
| Lakosok száma | 62   | 80   | 81   | 93   | 94   | 95   |
|               | 1975 | 2017 | 2019 | 2021 | 2022 | 2023 |